# 1. шиповачка лака пјешадијска бригада
Прва шиповачка лака пјешадијска бригада је била пјешадијска јединица Војске Републике Српске, у саставу Првог крајишког корпуса односно 30. пешадијске дивизије.

## Историја настанка бригаде
По отпочињању рата у Хрватској и заоштравању националних односа у Босни, у јесен и зиму 1991. године, команда 5. Корпуса ЈНА активирала је штаб Територијалне одбране општине Шипово, како би спречила преливање ратних сукоба из Хрватске на подручје општине Шипово. У наредним месецима, команда корпуса ће поделити преко 1.000 пушчаних цеви и велики број аутоматског оружја ТО Шипово.
Непосредно пред избијање рата у Босни у пролеће 1992. године, команда 5. Корпуса оснива 13. крајишку бригаду ЈНА, 22. фебруара 1992. године у Мркоњић Граду. У састав бригада ће ући и један пешадијски батаљон, попуњен борцима општине Шипово.
Шиповачка лака пешадијска бригада основана је 26. априла 1992. године у Шипову. Бригада је основана по наређењу команданта 30. дивизије пуковника Станислава Галића. Борци су углавном били из Шипова и Срби расељени 1992. са подручја општине Јајце.

## Структура бригаде
- 1. Пјешадијски батаљон - командант Раде Куриџа
- 2. Пјешадијски батаљон - командант Милорад Ћирко
- 3. Пјешадијски батаљон
- вод везе
- извиђачки вод
- инжињерски вод
- пионирски вод
- вод војне полиције
- позадински вод
- батерију минобацача 120мм

Састав бригаде је чинило 1.500 до 1.950 бораца, од чега је погинуло 125, а 320 је рањено.

## Ратни пут

### Бригада у ослобођењу Јајца 29. октобра 1992. па све до септембра 1993. године
По оснивању бригаде њене јединице планирају, организују и изводе борбена дејства из рејона размјештаја ка положајима непријатеља или врше одбрану властитих положаја у случају напада непријатеља. Основни задатак је био ослободити град а посебно десну обалу ријеке Врбас од усташко-муслиманских снага.
Крајем маја 1992. године распоред јединица бригаде био је слиједећи: 1. батаљон, без чете Језеро, био је распоређен на линији село Бришићи, Ћусине и село Баге са задатком блокаде града Јајца и спречавања продора снага непријатеља на српску територију као и разбијање и уништавање непријатељских убачених ДТГ.
Дијелом снага вршио је контролу путног правца Јајце-Доњи Вакуф и спречавање продора непријатељских снага тим правцем из Јајца.
КМ село Ћусине, чета Језеро је вршила блокаду насеља Језеро и спречавала продор непријатељских снага из Језера ка Мркоњић Граду и Шипову, да би већ 3.6.1992. године учествовала у ослобађању села Језеро заједно са
Бришићком четом, 1. четом 2. батаљона и ТГ-1 из Кључа.
2. Пјешадијски батаљон био је размјештен у рејону села Дуљци и села Горица са задатком да снагама које се налазе у селу Дуљци врши контролу путног правца Језеро - Шипово и спречава продор непријатељских снага на том правцу, а снагама које се налазе у селу Горица да спречава евентуални продор непријатељских снага правцем Бравнице - Горица - Шипово и Горица - Натпоље, КМ село Натпоље.
3. Пјешадијски батаљон био је распоређен на линији Каменица-Буковица-Кумровача са задатком организације одбране на линији Буковица-Вериг као и спречавање продора непријатељских снага из Јајца правцем Јајце-Доњи Вакуф и из Рике и Крезлука на линије одбране батаљона.КМ у рејону Буковице. Чета МБ-120мм з рејону село Натпоље дејствује по захтјеву команди јединица.
Остале јединице бригаде се налазе у рејону Шипово и извшавају задатке зависности од своје намјене. КМ бригаде у Шипову током јуна,јула и августа мјесеца 1992. године: непријатељ је са мање или више успјеха покушавао са убацивањем ДТГ у борбени распоред бригаде. Тако је 1.6.1992. године у рејону распореда јединица 3. батаљона на Буковици убачена већа ДТГ (њих око 20), која је убила 17 бораца тог батаљона. Друга ДТГ убачена је у рејон размјештаја 1. батаљона на Ћусинама 3.8.1992. године, том приликом је погинуо један наш борац. Група је брзом интервенцијом разбијена и том приликом су убијена три непријатељска војника, док их је више рањено.
Послије убиства војника 3. батаљона на Буковици 1.6.1992. године 2. батаљон је добио задатак да се из ранијих положаја пребаци у Бравнице, те да преко Буковице ослободи Шериће и Винац. При нападу на Шериће 2.6.1992. извршена је атриљеријска припрема хаубицама 122мм из рејона села Горица које су тукле Верички и Зекоњићки камен, а потом су у село ушле јединице 2. батаљона и извиђачки вод из Шипова са водом водника Маричића из Мркоњић Града.
По ослобођењу Шерића 2. батаљон је отишао током ноћи 2/3.6.1992. године у рејон Нависа. Са Нависа се батаљон вратио у рејон Буковице одакле врши напад ка Винцу, правцем Зекоњића камен - Каменица. У току извођења б/д са 2. батаљоном је у напад на Винац учествовала и ТГ-2 из Мркоњић града чији је командант био капетан 1 класе Куриџа Момчило. Такође је 2. батаљону била предпочињена једна чета из Мркоњић Града и била је у њеном саставу све до ослобођења Винца.
Напад на Винац почео је 3.6.1992. године у 14.00 часова и завршен истог дана до 19.00 часова. Том приликом је заробљено 17. непријатељских војника и цивила. 2. батаљон је био у ширем рејону Винца до 30.8.1992. године са задатком контроле ослобођења територије и спречавање продора непријатељских снага из правца Рике и Доњег Вакуфа. У том периоду 2. батаљон је био на обезбјеђењу шире територије Шоботоње одакле је од
13. до 17.8.1992. године извршио напад на Биоковину, Христовац и Хум. Том приликом је један борац погинуо и 4 рањена, док је погинуло 13 непријатељских војника и један заробљен. У овој акцији са 2. батаљоном је садејствовао извиђачки вод бригаде.
Извиђачки вод је извршио покрет правцем Бравнице - Плоче - Кубровача 1.6.1992. године, са водом водника Марчића из Мркоњић Града и запосјео положаје на правцу Д. Буковица - Кубровача. Већ слиједећег дан ове снаге врше претрес рејона Буковица,а потом учествују са 2. батаљоном у ослобађању Серића те овладавању Зекоњића и Верићким каменом. По извршеном задатку извиђачки вод је запосјео линију Јелова Гора - Навис 3.6.1992. године.
2. батаљон је извршио блокаду Винца од Зекоњића камена до саобраћајнице Бравнице - Винац и био у готовости за напад на Винац. Извиђачки вод је ушао у Винац саобраћајницом Бравнице - Винац и заједно са 2. батаљоном, ТГ-2 из Мркоњић Града и јединицом водника Марчића из Мркоњић Града. Винац је ослобођен до 19.00 часова истог дана. У нападу и ослобођењу Винца учествовала је чета МБ-120мм и сви учесници у ослобађању Винца нису имали губитке.По ослобађању Винца извиђачки вод се пребацује у Бравнице,а од 10.6.1992. године био је предпочињен ТГ-2 из Мркоњић Града у Бјелајцу. Задатак му је био напад на снаге непријатеља у ширем рејону села Растик - правцем далеководних стубова - село Поток - Брда. При извршењу овог задатка извиђачком је био потчињен вод Станице милиције из Шипова.
Ослобођено је село Растик и село Поток и створени услови за напад на Власиње. На наведеном правцу је пружен снажан отпор непријатеља,али је ипак био разбијен и приморан на повлачење.Том приликом је иза себе оставио знатне количине војне и друге опреме,муниције као и противпејшадијске и противтенсковске мине припремљене за постављање на правцу кретења наших јединица.
За то вријеме 1. и 3. батаљон су остали на ранијим положајима и повремено су тукли положаје непријатеља у Јајцу и по околним селима гдје су му била главна упоришта за одбрану града као што су: Д. и Г. Миле, Врбица, Табла, Царево Поље, Керпић, Хорово, Хум и друга села.
Дана 17.8.1992. године 3. батаљон уз подршку тенкова и брага заузео је Рику и Скелу, требало је да заузме и Керпић и Хорово, али је напад батаљона заустављен због веома јаке ватре непријатеља као и због његовог повољног тактичког положаја. Дана 1.9.1992. године 2. батаљон је добио задатак за напад на град Јајце из правца Мркоњић Града са полазних положаја од Бјелајца правцем Брда - Ћорина јама.
Од тада па до ослобођења Јајца, 29.10.1992. године, батаљон дејствује у саставу 1. МПОАбр из Бања Луке.
У операцији ослобођења града Јајца 29.10.1992. године 1. батаљон главним снагама, у садејству са ТГ-1 напада Текију и по ослобађању исте продужава напад ка насељу Волијак, док помоћним снагама врши блокаду на линији село Баге, село Ћусине, а потом напада правцем Пијавице - Стари Град.
По извршеном задатку батаљон продужава гоњење непријатеља правцем Јајце - Днолука планина - Палеж - Смет - Хаманџићи - Караула. На Палежу и Смету у борбама за њихово ослобађање учествовала је 2. а потом 4. чета овог батаљона у садејству са 2. и 3. батаљоном.
Послије ослобођења Јајца у периоду од 8. до 20.11.1992. године 2. батаљон је наставио ослобађање простора са десне обале ријеке Врбас од села Крушчица преко Днолуке планине, Понира, Палежа и Смета.
Приликом завршног напада за ослобођење Јајца, 3. батаљон је добио задатак да овлада Керпићем и Хоровом и продужи напад правцем Булићи - Краљев гроб. У зору 28.10.1992. године јединице 3. батаљона су заузеле Старе пећи "Електробосне" и уз подршку тенка са бока напали непријатеља на Керпићу, а потом и на Краљевом гробу. Због жестине напада непријатељ се повукао са ових положаја па су борци 3. батаљона већ 29.10.1992. године заузели село Булиће, заробивши МБ-120мм и МБ-82мм са доста муниције и друге војне опреме. Послије ослобађања Булића 3. батаљон је кренуо правцем Крушчица - Булићи - Лендићи, гонећи непријатеља пред собом и онемогућавајући му да се консолидује и организује одбрану. Иако се непријатељ повлачио у нереду и паници постављао је за собом на путевима противпјешадијске и противтенсковске мине, како би успорио напредовање наших јединица. У том је донекле и успјевао, па су у Забарју 3.11.1992. године погинула три борца који су превозећи МТС нагазили на противтенковске мине.
Дана 4.11.1992. године 3. батаљом креће за Крушчицу гдје је наишао на непријатељске снаге јачине 120 до 130 бојовника који су из Днолуке планине кренули назад у Крушчицу. Дошло је до блиске борбе и том приликом су заробљена 4, а убијена 2 непријатељска бојовника. Из Крушчице 3. батаљон је кренуо правцем Крушчица - Рахманово - Днолучки палеж, а из Днолучког палежа гдје је преноћио креће према селу Палеж. Ту су јединице из 3. батаљона наишле на добро утврђену и организовану одбрану Муслиманске војске из Приједора (ово је касније сазнато). Отпочела је жестока борба и трајала је непрекидно 5,5 сати, када је заузет Палеж и разбијене снаге непријатеља. У борбама на Палежу погинуло је 5 непријатељских бојовника, док су погинула два борца из 3. батаљона и један борац из 1. батаљона.
Дана 13.11.1992. године 3. батаљон креће даљим правцем Палеж - Суво Поље - Смет - Хаманџићи. На Смету, батаљон 14.11.1992. године наилази на јак отпор непријатеља. У борбама на Смету убијено је 6 непријатељских бојовника и 1 заробљен. Заузимањем Смета ослобођени су и Хаманџићи. У борбама за Палеж учествовао је 1. и 2. батаљон бригаде.
Чета МБ-120мм је први пут учествовала у борбама као вод МБ-82мм 2.6.1992. године при ослобођењу Доње Буковице, а каније дјеловала и по селу Биоковина, а потом је учествовала у борбама за ослобађање Винца. Са положаја на Буковици чета МБ-120мм прелази 8.6.1992. године на Еренду и ту се задржава до 30.9.1992. године када из безбједносних разлога прелази у село Бришићи. Са ових положаја неутралисани су циљеви у рејонима Горње Миле, Беба, Царево Поље,Подови, Текија, Града Јајца, Булићи и др. По ослобођењу Јајца чета МБ-120мм прелази на нове положаје у село Крушчица одакле подржава наше снаге на правцу Крушчица - Палеж, да би се по ослобођењу Палежа и Хаманџића дислоцирала у рејону Хаманџића, одакле туче непријатељске циљеве у рејону Карауле и Турбета. По извршењу ових задатака чета прелази у рејон Голеша на нови задатак.
По ослобођењу Карауле коју су снаге непријатеља напустиле прије пристизања јединица 1. Шиповачке лаке пјешадијске бригаде, 1. батаљон је распоређен у рејон села Ћосићи надомак Турбета, гдје чува јужну границу Републике Српске ,до 10.2.1993. године, након чега одлази у рејон села Оборци, одакле бива 5.4.1993. године пребачен у Голеш, такође да брани границу Републике Српске.
Од 1.12.1992. до 18.1.1993. године 2. батаљон се налази у ширем рејону села Бешпељ, селу Дивичани, селу Крушчица, гдје врши борбену контролу ослобођене територије, да би од 18.1. до 6.2.1993. године био упућен на одбрану "Коридора", код Орашја у састав 11. Дубичке бригаде. Током боравка код Орашја батаљон је са успјехом извршио све постављене задатке и у том периоду није имао погинулих, нити рањених бораца. По повратку батаљон
13.2.1993. поново одлази у рејон Дивичана, а потом у Хаманџиће, да би 12.6.1993. преко Комара и Камењаша био упућен на Мравињац.
Дана 17.12.1992. године 3. батаљон је упућен на Орашје у састав исте бригаде и са истим задатком као и 2. батаљон. Послије 18 проведених дана на Орашју батаљон се враћа у Јајце у састав 1. Шиповачке лаке пјешадијске бригаде, а одатле на Турбе 10.2.1993. године да замјени 1. батаљон. Из рејона Турбета 3. батаљон је упућен 28.6.1993. године у рејон Голеша, гдје врши одбрану границе Републике Српске у зони одговорности.
Пионирски вод је извршавао задатке по одлуци команданта бригаде, капетана I класе Славка Чулића. Наиме, од формирања па до ослобођења Јајца, па и послије тога, вод је углавном био у саставу 2. батаљона и извршавао задатке које му је постављао командант батаљона. Тек 20.12.1992. године Пионирски вод постаје приштабска јединица команде бригаде. Његови задаци су углавном били разминирање и уклањање непријатељских минских препрека на правцима напада наших јединица, као и постављање минских поља испред предњег краја одбране наших
јединица. Такође је ангажовање уништавање неексплодираних експлозивних средстава (мине, бомбе).
Вод Војне полиције је тежиште имао на обезбјеђењу КМ бригаде и обезбјеђењу значајних објеката у Шипову, а по ослобођењу Јајца и у Јајцу, вод Војне полиције је учествовао у нападу за ослобођење Јајца са јединицама које су ишле преко Текије, када је лакше рањен командир вода и још два борца, док је 22.8.1992. године од гранате на Буковици један борац погинуо и један веома тешко рањен.
Извиђачи вод је од 13. до 17.8.1992. године учествовао заједно са 2. батаљоном у нападу на Биоковину, Христовац и Хум, гдје је дао знатан допринос уништавању непријатељских снага на том подручју. При нападу за ослобођење Јајца извиђачки вод учествује у ослобођењу Рике, а потом и самог града Јајца.
Бројно стање бригаде у људству је варирало од мјесеца до мјесеца. Тако да је бригада била попуњена на дан 25.11.1992. године са 1494 в/о,а на дан 25.2.1993. године са 1852 о/о. Од формирања бригаде па до 26.4.1992. године, односно за годину дана кроз бригаду је прошло 2100 в/о. На дан 25.8.1993. године бригада је била попуњена са 1608 в/о.
Од оснивања бригаде па до 1.9.1993. године током извођења борбених дејстава бригада је имала 81. погинулог борца, те 295 рањених од метка, гелера, граната и других непријатељских убојних средстава, као и случајева саморањавања.

### Укратко о ратном путу бригаде
Делови бригаде су почетком 1993. послати у одбрану "коридора", у састав 11. дубичке бригаде.Батаљони бригаде су и овај задатак, као и све досадашње, у потпуности успешно извршили без људских губитака.
По повратку у матичну бригаду, батаљони и други делови бригаде током 1993. учествују на Доњевакуфском ратишту, и то:
- 1. пјешадијски батаљон у линији одбране од Турбета до Ливадица
- 2. пјешадијски батаљон у линији одбране од Ливадице - Шармаја - Прпићи
- 3. пјешадијски батаљон у линији одбране од Прпића до Голеша

Током ратних година кроз редове бригаде прошло је од 1500 до 1950 војника, 125 људи је погинуло, 320 је рањено. У Шипову је подигнут споменик у част војницима бригаде.